# Kvarteret Stenbrottet 2 i Lidingö

Kvarteret Stenbrottet 2 i Lidingö omfattar en fastighet på 3717 kvadratmeter tomt med två trevånings bostadshus. Den ägs, sedan husen byggdes, av HSB:s bostadsrättsförening Stenbrottet i Lidingö och adressen är Skolvägen 4-14 i stadsdelen Torsvik i Lidingö.
Byggnaderna är uppförda 1945 och ritade av arkitekterna Carl-Axel Acking (1910–2001) och Sven Hesselgren (1907–1993) för HSB:s arkitektkontor. Dessa två hade några år tidigare som nyutexaminerade arkitekter startat ett gemensamt arkitektkontor. HSB spelade vid denna tid, och under flera år, en framträdande roll när det gällde bostadsbyggandet i landet. Acking har även ritat ett flertal bostadshus, kontorsbyggnader, skolor samt möbler. Han var professor i formlära vid Lunds Tekniska Högskola. Hesselgren har svarat för villabostäder och kyrkor. Han innehade en forskningsprofessur i arkitekturperception vid Kungliga Tekniska Högskolan och publicerade bland annat ”Hesselgrens färgatlas”. 

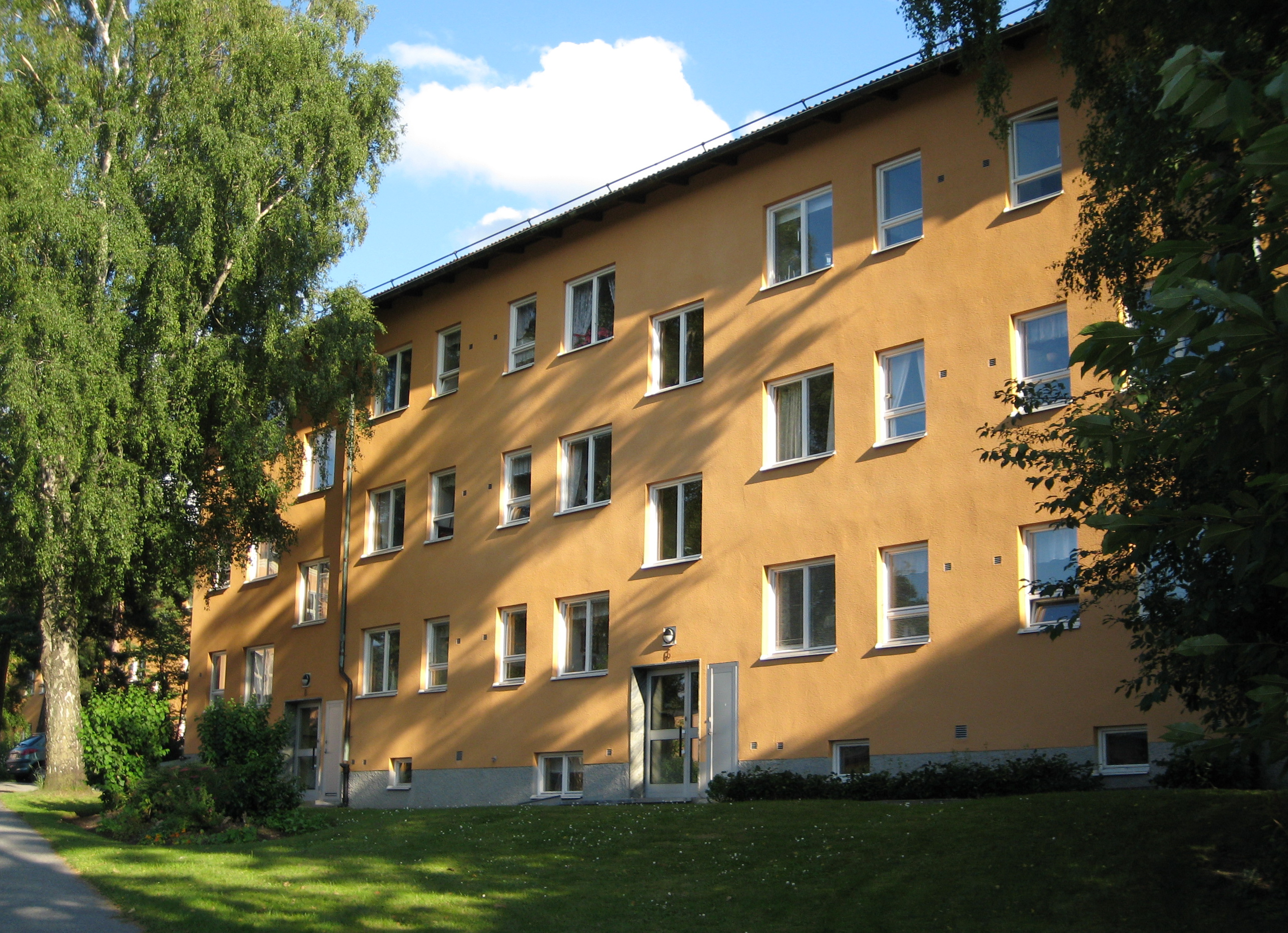
Skolvägen 4-8, Lidingö, mot norr. Foto juli 2009

Husen har sadeltak med rött tegel och fasaderna är gulputsade med grå sockel. Husdjupet är 10,5 m och samtliga lägenheter är genomgående. De flesta lägenheter har balkong eller fransk balkong. Flera lägenheter i markplanet har egen uteplats. Det är hög kvalitet på material, som marmoromfattningar kring portarna och marmor i trapporna. Badrummen hade ursprungligen också tidstypiskt golv av marmor. Samma sten återkommer även i fönsterbänkarna. All marmor är av sorten Brännlyckan, från trakten av Askersund. Vardagsrum och matrum har ekparkettgolv. Innerdörrarna har ytskikt av björkfaner.
Byggnaderna har en karakteristisk 1940-talsform med tre våningar, flacka tak och smalt husdjup. Husen har trapphus med fönster och bottenvåningen ligger en halvtrappa upp. De har genomarbetade detaljer som ekräcken och smidesdetaljer vid de franska balkongerna. Husen ligger indragna och snedställda (i öst-västlig riktning) i förhållande till gatan så att varierade gaturum uppstår. På entrésidan mot norr finns en anlagd trädgård, med grusgångar och mjuka former med olika planteringar bland annat kring en flack bergknalle. Där finns även flera björkar och tallar, som fanns på tomten innan husen kom till. Mot söder finns uteplatser, samt en naturtomt med bland annat tallar.
Bostadshusen omfattar 36 lägenheter och två mindre lokaler. De flesta lägenheterna är på ett eller två rum med kök. Det finns även några få trerumslägenheter. I källarplan finns bland annat förråd och tvättstuga.
Husen har vattenburen värme och är anslutna till fjärrvärmenätet. Ventilationen är självdrag. Bredband finns numera genom Bredbandsbolaget.
Byggnaderna har renoverats vid olika tillfällen. Ytterportarna är utbytta och samtidigt byggdes sopförråden om. Fasaderna är omputsade år 2001. Stambyte med badrumsrenoveringar genomfördes 2004 och samtidigt drogs elnätet om till jordat nät. År 2010 installerades en ny värmecentral för fjärrvärmen.